# Tipitapa (miasto)
Tipitapa – miasto w Nikaragui, w departamencie Managua, położone na wschodnim wybrzeżu jeziora Managua, nad rzeką Tipitapa, łączącą jezioro Managua z jeziorem Nikaragua. Leży na wysokości 40 m n.p.m. Ludność: około 100,2 tys. (2012).
W mieście znajdują się gorące źródła.